# Roverandom
Roverandom è una breve storia scritta da J. R. R. Tolkien nel 1925. Essa racconta le avventure di un giovane cane, Rover, trasformato da uno stregone irritato in un cagnolino di porcellana. Rover, ribattezzato dallo stregone Roverandom, finisce sulla Luna e sotto il Mare per ritrovare lo stregone e tornare così a essere un vero cane.
Tolkien ha scritto questo racconto per il figlio Michael, per consolarlo della perdita del suo giocattolo preferito, un piccolo cagnolino di porcellana.
Roverandom - Le avventure di un cane alato venne inviato per la pubblicazione nel 1936 ma fu pubblicato solo sessant'anni dopo, nel 1998. Il racconto è corredato da disegni dell'autore, nei quali si possono cogliere riferimenti alle sue opere più famose.

## Personaggi
Principali
- Rover(andom) ― Il personaggio principale. Un giovane cagnolino bianco dalle orecchie nere. Inizialmente molto vivace e presuntuoso, cosa che infastidirà molto lo stregone Artaserse.
- Artaserse[1] - Lo stregone che incontra Roverandom durante le vacanze. Indossa un grande cappello verde con una piuma blu. È originario della Persia, ma, perdutosi vive attualmente a Persici.
- Psamathos Psamathides[2] ― Capo di tutti gli Psamathisti. È il più vecchio tra i maghi della sabbia, dalle dimensioni di un grosso e brutto cane con orecchie lunghe come rametti. Giorno e notte sta sotto la sabbia per schiacciare un pisolino (o due).
- Mew - Un gabbiano che porta Roverandom sulla luna attraverso il sentiero luminoso della luna.
- L'Uomo-sulla-Luna[3] - Il più grande tra tutti i maghi. Dà a Rover il nome Roverandom[4] per non confondersi col proprio cane Rover.
- Rover (Il Cane-Luna) - Il cane dell'Uomo-sulla-Luna.

Secondari
- Tinker - Il gatto che vive con Rover prima di diventare un giocattolo.
- Il piccolo Two - Il bambino che possiede Rover da giocattolo. Un'allusione al piccolo Michael Tolkien.

## Luoghi
- La Luna - Rover vi si reca per chiedere aiuto all'Uomo-sulla-Luna.
- Il Covo - Dove vive Psamathos.
- L'Isola dei Cani[5] - L'isola sorvolata da Mew e Rover sulla scia luminosa della luna. Mew lo descrive come quel luogo dove finiscono tutti i cani perduti. Un posto dove i cani possono fare tutto il chiasso che vogliono, con alberi di ossi che crescono dappertutto.
- Sotto il mare - Il posto dove vivono le sirene e dove abita per un certo periodo Rover, davanti al Palazzo Sottomarino.

## Illustrazioni
Le illustrazioni contenute all'interno del libro sono dello stesso autore, i disegni originali si trovano alla Biblioteca Bodleiana dell'Università di Oxford e classificati come "MS Tolkien Drawings" segue la lista delle illustrazioni:
- 88, fol.25 (Paesaggio Lunare);
- 89, fol.1 (Senza titolo, «Rover arriva sulla Luna»);
- 89, fol.2 (Casa dove Rover inizio le sue avventure come giocattolo);
- 89, fol.3 (Il Dragone Bianco dà la caccia a Roverandom e al cane-luna);
- 89, fol.4 (I giardini del palazzo del Re del Mare).

## Critica
Una gratificante recensione viene fornita dal quotidiano Il Mattino che descrive il romanzo come «un inedito di Tolkien capace di appagare i devoti di ogni età della fantastica saga del Signore degli Anelli». Anche da parte delle riviste connazionali viene proposta una buona critica, The Independent, difatti, la definisce come «una storia vecchio stile, oggi ancora attuale… che emoziona i bambini quando letta ad alta voce».

## Fonti storiche e letterarie
Vi sono diversi riferimenti dal punto di vista storico e letterario nell'opera. La maggior parte riprende autori, opere e personaggi storici del mondo inglese, questi sono:
- Il soldatino di stagno di Hans Christian Andersen e La Bambola di Cera di E. H Knatchbull-Hugessen, per l'idea che i giocattoli prendono vita di notte quando nessuno li guarda.
- Lewis Carroll nel celebre Sylvie e Bruno, riguardo alla lingua "caninese" che viene parlata dalle fate eponime e riguardo alle mosche-spada vi è un riferimento tratto da Attraverso lo specchio.
- Guy Fawkes. Riguardo all'odore del nero incantesimo dell'Uomo-sulla-Luna che puzza anche di «legna bruciata e cavolo bollito».

## Edizioni
- J. R. R. Tolkien, Roverandom. Le Avventure di un Cane Alato. Un inedito, a cura di Christina Scull e Wayne G. Hammond, traduzione di Francesca Bandel Dragone, Collana "La Scala", Segrate (MI), Rizzoli, 1998, ISBN 88-17-67793-0, SBN TO00704350.
  -  Collana "I Grandi Tascabili", Milano, Bompiani, 2013, ISBN 978-88-452-7404-6, SBN MIL0850255.